# Rùm
Rùm è l'isola più estesa delle isole Small, appartenenti al gruppo delle Ebridi Interne.